# Veľká Dolina
Veľká Dolina (in ungherese Nagyvölgy) è un comune della Slovacchia facente parte del distretto di Nitra, nella regione omonima.